# Józef Maciej Nałęcz
Józef Maciej Nałęcz herbu Nałęcz (zm. po 1793) – chorąży dobrzyński w latach 1778–1793, chorąży rypiński w latach 1775–1778, stolnik dobrzyński w latach 1767–1775, podczaszy dobrzyński w latach 1761–1767, łowczy dobrzyński w latach 1758–1761, miecznik dobrzyński w latach 1756–1758, marszałek konfederacji radomskiej ziemi dobrzyńskiej w 1767 roku, poseł na sejm repninowski.

## Życiorys
Był synem Józefa Antoniego (zm. 1752) i Agnieszki z Mazowieckich herbu Dołęga. Żonaty z Zofia Mokronoską z Mokronosa herbu Bogoria, miał córkę Wiktorię. W drugim małżeństwie z nieznaną Salomeą pozostawił syna Piotra.
6 lutego 1764 roku sejmik lipnowski wybrał go posłem na sejm konwokacyjny. W załączniku do depeszy z 2 października 1767 roku do prezydenta Kolegium Spraw Zagranicznych Imperium Rosyjskiego Nikity Panina, poseł rosyjski Nikołaj Repnin określił go jako posła właściwego dla realizacji rosyjskich planów na sejmie 1767 roku, poseł ziemi dobrzyńskiej na sejm 1767 roku.  